# Gwiazdosz najmniejszy

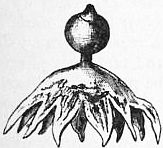

Gwiazdosz najmniejszy (Geastrum minimum Schwein.) – gatunek grzybów z rodziny gwiazdoszowatych.

## Systematyka i nazewnictwo
Pozycja w klasyfikacji według Index Fungorum: Geastrum, Geastraceae, Geastrales, Phallomycetidae, Agaricomycetes, Agaricomycotina, Basidiomycota, Fungi.
Po raz pierwszy opisał go 1822 r. Lewis David von Schweinitz. Synonim: Geastrum minimum var. fumosicollum V.J. Staněk 1958.
Feliks Teodorowicz w 1936 r. podał polską nazwę gwiazdosz malutki, Władysław Wojewoda w 2003 r. zarekomendował nazwę gwiazdosz najmniejszy.

## Morfologia
Owocniki
Początkowo kulisty i zamknięty o średnicy 0,3–1 (–2) cm. Powierzchnia początkowo o barwie od brudnobiałej do żółtawobiałej, potem szarawej lub szaroochrowej, często całkowicie pokryta długo utrzymującą się warstewką grzybni, która łączy ją z podłożem.
Podczas dojrzewania egzoperydium pęka niemal do połowy na 6–12 trójkątnych ramion. Rozchylają się one na boki, dzięki czemu dojrzały owocnik ma gwiazdowaty wygląd i osiąga średnicę do 4 cm. Ramiona te wkrótce odginają się jeszcze bardziej w dół pod siebie, podnosząc endoperydium o około 1 cm. Mięsista warstwa egzoperydium wysycha, staje się jaśniejsza, oprószona, czasem także popękana i odpada kawałkami odsłaniając warstewkę włóknistą. Endoperydium o średnicy 0,4–1,2 cm, kuliste, cienkie, pergaminowate, szarobiałe, szarobrązowe lub ochrowobrązowe, pokryte białą warstewką drobnych kryształków szczawianu wapnia. U jego nasady jest wyraźna apofiza, a na eksykatach jest osadzone na krótkiej, dwumilimetrowej wysokości szypułce.
Gleba ciemnobrązowa, kolumella czasami nie tworzy się, jeśli jest dochodzi do wysokości połowy owocnika i zanika zwykle dość wcześnie.
Cechy mikroskopowe
Strzępki włoskowate o średnicy 3–6 µm, żółtobrązowe, grubościenne, zwykle o wąskim świetle, stopniowo zwężające się ku wierzchołkom i czasami rozwidlone, nieregularnie inkrustowane, szczególnie ku wierzchołkom. Zarodniki ciemnobrązowe, kuliste (4,8–)5–6(–6,2) µm, pokryte nieregularnymi, raczej grubymi, czasem zlewającymi się brodawkami o wysokości 0,4–0,7 µm i średnicy do 2 µm.

## Występowanie i siedlisko
Występuje na niektórych wyspach i wszystkich kontynentach poza Antarktydą. W Polsce W. Wojewoda w 2003 r. przytoczył kilkanaście stanowisk, bardziej aktualne i dość liczne stanowiska podaje internetowy atlas grzybów. Gatunek znajduje się na Czerwonej liście roślin i grzybów Polski. Ma status E– gatunek wymierający, którego przeżycie jest mało prawdopodobne, jeśli nadal będą działać czynniki zagrożenia. Do 2014 roku podlegał ochronie gatunkowej, później został wykreślony z listy gatunków chronionych.
Naziemny grzyb mykoryzowy. Występuje na kserotermicznych siedliskach trawiastych z ostnicą włosowatą i pięciornikiem piaskowym i w lasach wśród traw, na wapiennym podłożu. Owocniki tworzy zwłaszcza od sierpnia do października.